# Königlicher Botanischer Garten Peradeniya

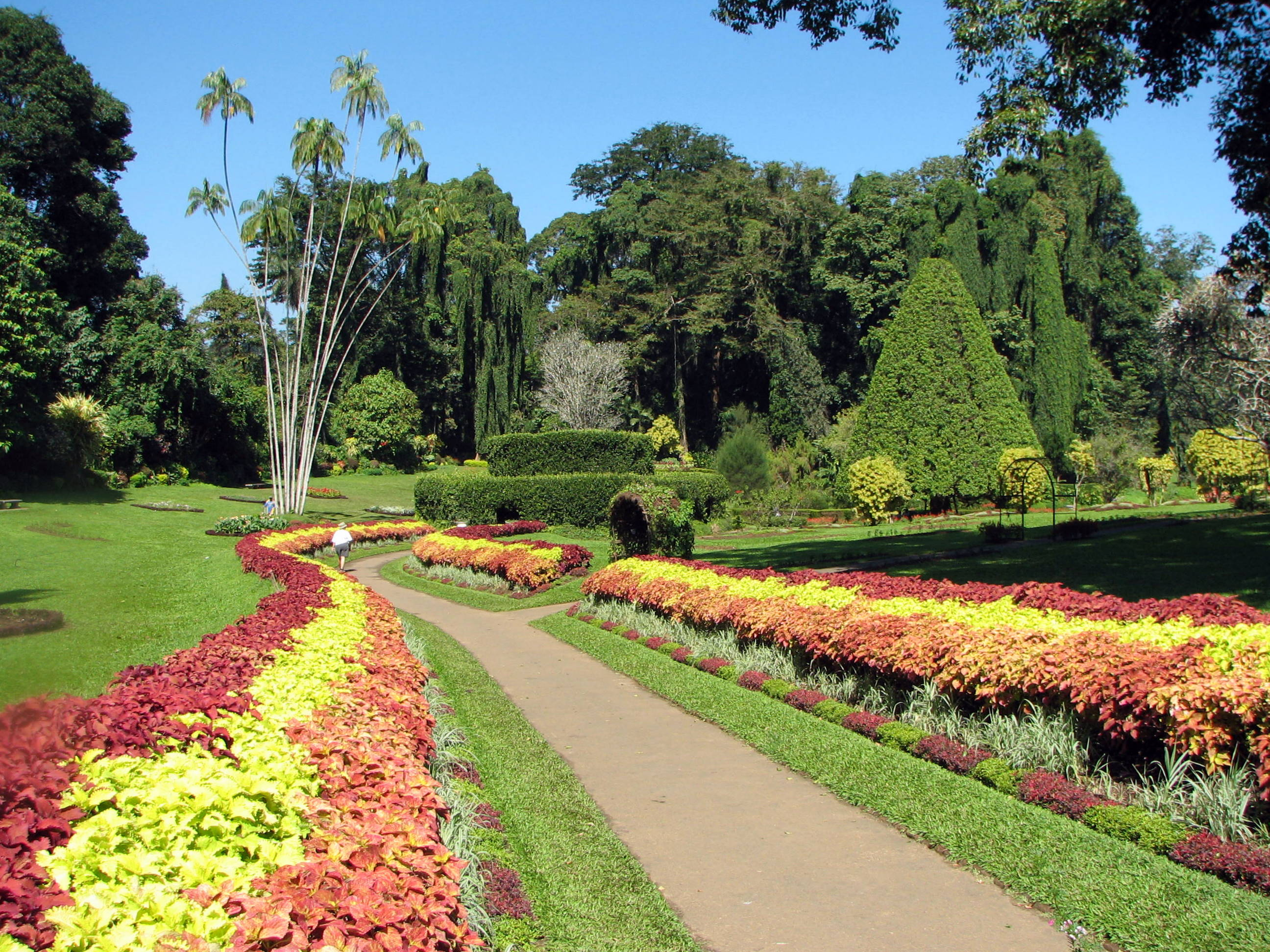
Königlicher Botanischer Garten

Der Königliche Botanische Garten von Peradeniya (Royal Botanic Gardens) befindet sich 5,5 Kilometer westlich von Kandy in der Zentralprovinz in Sri Lanka. Der botanische Garten ist etwa 80 Hektar groß. Im Garten werden über 4000 Pflanzenarten gezeigt, neben tropischen Pflanzen wie Orchideen, Gewürze und Heilpflanzen, werden auch Pflanzen aus gemäßigten Zonen kultiviert. Jährlich kommen über 1,2 Millionen Besucher in den Garten.

## Aufbau
Der Garten wird im Westen, Norden und Osten vom Mahaweli in Hufeisenform umflossen und ist von einem verzweigten Wegenetz durchzogen. Im Zentrum befindet sich der Great Circle, entlang des Flussufers verläuft der sogenannte River Drive. Great Circle und nördlicher River Drive sind mit einer Allee aus Königspalmen verbunden. Im südwestlichen Teil des Gartens ist ein See in Form der Insel Sri Lanka angelegt. Über den Mahaweli führen zwei Brücken.
Es gibt zahlreiche Themengärten wie Gewürz- und Kräutergärten, Farne, einen Pinienhain sowie Orchideenhäuser.

## Geschichte
Die Geschichte der Royal Botanic Gardens beginnt im Jahr 1371, als König Vikramabahu III. den Thron bestieg und in Peradeniya am Mahaweli seinen Palast hatte, den er mit einem Lustgarten umgab. In der Regierungszeit der Könige von Kandy machte König Kirtisri (1747–1781) daraus einen königlichen Garten. Von 1780 bis 1798 residierte König Rajadhirarajasinha ebenfalls hier. Als die Engländer Kandy eroberten, wurden Teile der Anlage wie eine Vihara und eine Stupa jedoch zerstört.
Im Jahre 1810 wurde auf Empfehlung von Joseph Banks ein Botanischer Garten auf Slave Island bei Colombo angelegt. William Kerr wurde als Superintendent bestellt. 1813 wurde der Garten nach Kalutara verlegt, da dort die Pflanzen in größerem Maßstab kultiviert werden konnten. Nachdem Kerr 1814 gestorben war, wurde unter Leitung seines Nachfolgers Alexander Moon der Garten 1821 nach Peradeniya verlegt, das für die Anlage eines botanischen Gartens besser geeignet war. Die exotischen Pflanzen aus Kalutara wurden von den nachfolgenden Superintendenten bis zum Jahr 1843 nach Peradeniya übertragen. Unter Moons Leitung wurden die Königlichen Botanischen Gärten 1824 eröffnet, wobei zunächst nur der Südwestteil der Gärten gerodet und geöffnet wurde. Der Garten war hauptsächlich mit Zimt und Kaffee bepflanzt. Moon veröffentlichte seinen Catalogue of the Indigenous & exotic plants growing in Ceylon im Jahr 1824. Darin sind 1127 auf Sri Lanka heimische Pflanzen mit ihren botanischen und einheimischen Namen aufgenommen. Moon verstarb jedoch bereits ein Jahr nach der Eröffnung des Gartens, der danach vernachlässigt wurde. Erst mit der Ernennung von George Gardner zum Superintendenten im Jahre 1844 begann die Institution mit ihrer aktiveren unabhängigen Arbeit, die sie seitdem beibehalten hat. Nur 40 Morgen der 147 Morgen waren bebaut, als Gardner die Leitung übernahm. Es wurden hauptsächlich Kokosnüsse und Gemüse angebaut, die für den Verkauf an die Regierung in Kandy bestimmt war. Gardner verbesserte den Zustand der Gärten. Es wurden neue Wege angelegt, der Dschungel gerodet und neue Pflanzen eingeführt. Seine Hauptarbeit war jedoch die Erforschung der Flora des Landes, so dass zahlreiche neue einheimische Pflanzen in die Sammlung aufgenommen wurden. Nachdem Gardner 1849 in Nuwara Eliya gestorben war, wurde George Henry Kendrick Thwaites sein Nachfolger. Er leitete die Gärten über dreißig Jahre. In dieser Zeit wurde das Wissen über die Flora Sri Lankas erweitert und die Royal Botanic Gardens erhielten ihren weltweiten Ruf als wissenschaftliche Einrichtung. Thwaites veröffentlichte Enumeratio Plantarum Zeylanieae. In seiner Amtszeit wurden weitere botanische Gärten gegründet, so 1861 der Botanische Garten in Hakgala, um Chinarindenbäume auf Sri Lanka einzuführen und 1876 der Garten in Gampaha (Henarathgoda) zum Anbau von Kautschuk.
Thwaites’ Nachfolger wurde Henry Trimen. Er gründete das Museum für Wirtschaftsbotanik, eröffnete Zweiggärten in Badulla und Anuradhapura und begann mit der Veröffentlichung seines Werkes The Flora of Ceylon, das jedoch von Joseph Dalton Hooker nach Trimens Tod 1896 beendet wurde. Unter dem neuen Leiter John Christopher Willis wurde ab 1896 die wissenschaftliche Arbeit verstärkt. In den ersten Jahren richtete sich die Arbeit hauptsächlich auf die Einführung von Nutz- und Zierpflanzen, aber in späteren Jahren entwickelten sich Aktivitäten in Richtung Wirtschaftsbotanik und Landwirtschaft bis zur Entwicklung des Landwirtschaftsministeriums im Jahr 1912.
Während der Leitung durch H. F. Macmillan und T. H. Parsons wurden die Gärten erweitert. Macmillan schrieb in dieser Zeit sein Werk A Hand Book of Tropical Planting and Gardening. Unter D. M. A. Jayaweera, der 1945 zum Superintendenten ernannt wurde, wurde das Wissen über Heilpflanzen und Orchideen von Sri Lanka erweitert. D. T. Ekanayake, der 1971 Superintendent wurde, leistete Pionierarbeit für die Zierpflanzenproduktion in Sri Lanka. Unter D. B. Sumithraarachchi, der von 1983 bis 1998 die Gärten leitete, wurden zahlreiche taxonomische Arbeiten durchgeführt und der Zustand des Gartens verbessert.
Unter der Leitung von D. S. A. Wijesundara wurden weitere botanische Gärten errichtet zum Beispiel Mirijjawila Dry Zone Botanic Garden (in der Nähe von Hambantota) im Jahr 2006. Dies ist der erste botanische Garten, der nach der Unabhängigkeit Sri Lankas eröffnet wurde.

## Aufgaben
Heute sind die Botanischen Gärten für die Verwaltung und Entwicklung der botanischen Gärten, des nationalen Herbariums, des Medical Plant Garden, der Gärten in den Amtssitzen des Präsidenten und des Premierministers, der Commonwealth-Kriegsfriedhöfe sowie die Pflege des heiligen Bodhi-Baums bei Anuradhapura und anderer historischer Bäume von Sri Lanka verantwortlich.